# Revolutionary
『Revolutionary』（レボリューショナリー）は、日本のロックバンド、9mm Parabellum Bulletの3枚目のフルアルバム。2010年4月21日発売。

## 解説
- 『VAMPIRE』から約1年半ぶりのオリジナルアルバム。バンド初のセルフ・プロデュースアルバムである。
- タイトルは日本語で「革命的」という意味である。
- 滝は本作を「もう、根詰めて根詰めて作った作品で、かなりの愛情が詰まってますね、それぞれの曲に。」と語っている[1]。
- 全10曲のうち、シングル曲も含めて5曲のミュージック・ビデオが存在する。

## 収録曲
1. Lovecall From The World
（作詞：菅原卓郎　作曲：滝善充）
収録時間がわずか1分にも満たない、9mm Parabellum Bulletとしては珍しい曲。
2. Cold Edge(Album ver.)
（作詞：菅原卓郎　作曲：中村和彦）
3rd E.P.「Cold Edge e.p.」収録曲。
シングルバージョンには無かったシャウトやギターが新たに追加され[1]、またミックスも異なっている。中村曰く「完全にぶち壊しちゃってる」とのこと[1]。
中村は「シングルのときにシャウトを入れることもできたが、シャウトを入れずに100%の状態に持っていきたかった」と語っている。
3. Invitation
（作詞：菅原卓郎　作曲：滝善充）
バンドの楽曲の中でも初期の方に作られており、『The World e.p.』の頃に完成させられなかった曲でもあった[2]。さまざまな音源に選曲漏れし続けた結果ついに今作に収録された。アレンジは9割変わってないが、歌詞は完全に別物とのこと。
4. 3031
（作詞：菅原卓郎　作曲：かみじょうちひろ）
ドラムスのかみじょうが初めて作曲を手掛けた。かみじょうは「俺にもできるだろうと思ったら、作ってみて自分のパートが一番難しかった」と語る。
レコーディングの際、菅原はかみじょうの私物である青いギブソン・レスポールを使用した。また、かみじょうは同じギターでこの曲のギターソロも務めた。
5. Black Market Blues(Album mix)
（作詞：菅原卓郎　作曲：滝善充）
2nd E.P.「Black Market Blues e.p.」収録曲。
シングルver.を再ミックスしたものである。メンバーは「他の曲に負けないようにパンチを出した」と話している。
6. 命ノゼンマイ(Album mix)
（作詞：菅原卓郎　作曲：滝善充）
2ndシングル「命ノゼンマイ」収録曲のアルバムバージョン。
アルバム用に新たにミックスし直されている。
映画「彼岸島」主題歌。
7. 光の雨が降る夜に
（作詞：菅原卓郎　作曲：滝善充）
9mmの楽曲には珍しいワウペダルが用いられた楽曲。オリジナル曲でワウペダルを使うのは初。
かみじょう曰く、「今作に収録された曲の中で一番難しく、体力を使う曲」。
8. Finder
（作詞：菅原卓郎　作曲：滝善充）
この曲も「Invitation」同様バンド結成初期の曲であり、製作されたのはバンドの初のアルバムとなった『Gjallarhorn』の頃と最初期である[2]。選曲漏れに選曲漏れを重ねて収録されており、このアルバムに収録されなければもう音源化はなかったと語られている。
ベースの中村は、この曲のレコーディングにアコースティックベースを用いたが、そのベースはレコーディング後「変な弾き方しないと音が出にくい」という理由によりGGTVのチャリティーオークションに出品された。しかし、中村は「この音の鳴らなさはこいつにしかない」とも言っていた。
9. キャンドルの灯を
（作詞：菅原卓郎　作曲：滝善充）
「9mm Parabellum Bullet Produce Super Edition」の初回で放送された曲。
レコーディングスタジオで撮影されたPVが存在する。
10. The Revolutionary
（作詞：菅原卓郎　作曲：滝善充）
本アルバムの表題曲で、PVが製作されている。本作発売から2日後の4月23日に出演したミュージック・ステーションでは、この曲が演奏された。
3月19日にはこの曲の着うたの配信が始まった。
本アルバムが発売される1週間前に発売される1st USB ・「2GB」に楽曲とPVが収録された。